# Vacheron Constantin
Pour les articles homonymes, voir Constantin.
Vacheron Constantin  est une entreprise suisse d’horlogerie de luxe très haut de gamme fondée en 1755,. Depuis 1996, elle est une filiale du groupe suisse Richemont. Sans tenir compte de marques « ressuscitées » après plusieurs années d'inactivité, Vacheron Constantin est la plus ancienne manufacture horlogère du monde puisque sa fabrication de montres ne s'est jamais interrompue depuis sa fondation,. 
Vacheron Constantin fait partie de ce que les amateurs d'horlogerie appellent la « Sainte Trinité », aux côtés de Patek Pilippe et Audemars Piguet, comprenant les trois manufactures horlogère suisses les plus prestigieuses.
Elle emploie environ 1 200 personnes dans le monde en 2018, dont la plupart sont basées dans les usines de fabrication de l'entreprise situées dans le canton de Genève et la vallée de Joux en Suisse.
En 2024, son chiffre d'affaires est estimé à 942 millions de francs suisses, pour une production limitée à 31 000 montres. Le prix de vente moyen d'une montre Vacheron Constantin est d'environ 38 895 francs suisses hors taxes.
Parmi les propriétaires célèbres de montres Vacheron Constantin se trouvent entre autres ,,,, : 
- la reine Élisabeth II,
- le roi Fouad Ier d’Égypte,
- le pape Pie XI,
- Napoléon Bonaparte,
- Marlon Brando,
- William James,
- John D. Rockefeller,
- Diana, princesse de Galles,
- Harry S. Truman,
- Sigmund Freud.

La montre de poche Vacheron Constantin n°402833 (1929), possédée par le roi Fouad Ier d’Égypte, est une des montres les plus chères jamais vendues aux enchères, pour la somme de 2,77 millions de dollars américains (soit 3 306 250 CHF) ; la vente a eu lieu à Genève le 3 avril 2005,. 
En 2015, Vacheron Constantin présente la montre de poche référence 57260, qui détient aujourd'hui le titre de montre mécanique la plus compliquée au monde, avec 57 complications. En 2024, après 11 ans de développement et une année d’assemblage, la montre de poche Berkley Grand Complication devient officiellement la nouvelle montre la plus compliquée du monde, avec 63 complications.

## Histoire

### Les débuts

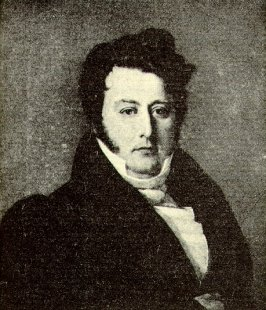
François Constantin

Vacheron Constantin est fondée en 1755 à Genève, en Suisse, par Jean-Marc Vacheron, un horloger indépendant,,. C'est un ami proche des grands philosophes des Lumières Jean-Jacques Rousseau et Voltaire ; les trois hommes partagent un intérêt commun pour la philosophie, la science et l'horlogerie,,. En 1779, l’entreprise de Vacheron crée les premiers cadrans guillochés. Le fils de Jean-Marc Vacheron, Abraham Vacheron, reprend l'entreprise familiale en 1785. L'entreprise réussit à survivre à la Révolution française (1789-1799). En 1810, Jacques-Barthélemy Vacheron, le petit-fils du fondateur, reprend la tête de l'entreprise. Il est le premier à lancer les exportations vers la France et l'Italie,.
Plus tard, Jacques-Barthélemy réalise qu'il n'est plus en mesure de gérer l'entreprise seul. Afin de voyager à l'étranger pour y vendre les produits de l'entreprise, il a besoin d’un partenaire. C'est ainsi qu'en 1819 François Constantin s'associe à Vacheron. L'entreprise continue ses activités sous son nouveau nom de Vacheron & Constantin. La devise de l'entreprise, toujours d’actualité, « Faire mieux si possible, ce qui est toujours possible », fait son apparition dans une lettre de Constantin à Jacques-Barthélemy. La lettre est datée du 5 juillet 1819.
François Constantin voyage dans le monde entier pour y faire connaître les montres. Le principal marché de l'époque est l'Amérique du Nord. En 1833, Vacheron et Constantin engagent Georges-Auguste Leschot pour superviser les opérations de fabrication. Leschot est également un inventeur, dont les créations s'avèrent de véritables réussites pour l'entreprise. Ses inventions ont un impact considérable sur l'industrie horlogère en général, et il est la première personne à homogénéiser les mouvements des montres dans les calibres. En 1844, Georges-Auguste Leschot reçoit la médaille d'or de la Société des Arts de Genève, qui avait particulièrement apprécié le dispositif pantographique de Leschot - un dispositif capable de graver mécaniquement des petites pièces et des cadrans.

### Remaniement
Après la mort de François Constantin en 1854 et celle de Jacques-Barthélemy Vacheron en 1863, l'entreprise est reprise par différents héritiers. En 1862, Vacheron Constantin devient membre de l'Association pour la recherche des matériaux non magnétiques.
En 1877, Vacheron & Constantin, Fabricants, Genève devient le nom officiel de l'entreprise. En 1880, l'entreprise commence à utiliser la croix de Malte comme symbole, ce qui est toujours le cas aujourd’hui. C'est un clin d'œil à un composant du barillet en forme de croix permettant de limiter le degré d'armage de ce dernier. 
En 1887, Vacheron & Constantin est remaniée en une société par actions. La même année, le troisième œuf impérial de Fabergé contient, comme surprise, une montre de femme Vacheron Constantin. Vacheron & Constantin obtient une médaille d'or lors de l'Exposition nationale suisse de Genève, en 1887, visant à récompenser les réalisations remarquables de l'entreprise. La première boutique Vacheron & Constantin ouvre à Genève en 1906.
Durant la Grande Dépression, Vacheron & Constantin se retrouve dans une situation difficile. Son chiffre d'affaires d'un million de francs suisses en 1929 se réduit au début des années 30 pour atteindre 228 000 francs en 1934. En 1936, Charles Constantin prend la tête de l'entreprise, et c'est la première fois depuis les années 1850 qu'un représentant de la famille Constantin devient président de Vacheron & Constantin.
En 1938, la société Vacheron & Constantin est intégrée dans le groupe Jaeger-Lecoultre. Les différentes sociétés gardent cependant leur autonomie : les marques subsistent, les ateliers ne sont pas fusionnés et Charles Constantin conserve la responsabilité commerciale de la boutique de Vacheron & Constantin à Genève. Dès 1938, Georges Ketterer, issu du groupe Jaeger-Lecoultre, entre au conseil d'administration de Vacheron & Constantin. Deux ans plus tard, il en assumera le contrôle et la direction. En 1965, Georges Ketterer rachète la majorité des actions de Vacheron & Constantin pour redonner une complète indépendance à l'entreprise.

### Histoire moderne
Georges Ketterer meurt en 1969 et son fils, Jacques Ketterer, lui succède à la tête de Vacheron & Constantin. En 1970, l'entreprise change officiellement son nom en Vacheron Constantin.
Vacheron Constantin est touchée par la crise du quartz durant les années 1970 et 1980. Lorsque Jacques Ketterer meurt en 1987, Vacheron Constantin change de mains. Sheikh Ahmed Zaki Yamani, ancien ministre saoudien du Pétrole et des Ressources minérales et collectionneur passionné de montres, devient l'actionnaire majoritaire de l'entreprise, avant d'incorporer Vacheron Constantin dans son portefeuille de titres personnels. En 1996, tout le capital d'actions de Vacheron Constantin est racheté par le groupe suisse Richemont.
En 2004, Vacheron Constantin ouvre son nouveau siège social et sa manufacture à Plan-les-Ouates, Genève. Le bâtiment du siège social de Vacheron Constantin a été conçu par Bernard Tschumi et est cité pour son importance architecturale,,,. En octobre 2005, le groupe Richemont nomme Juan-Carlos Torres président directeur général de l'entreprise. L'entreprise est un membre de la Fédération de l'industrie horlogère suisse et fabrique environ 20 000 montres par an,.
En 2017, Louis Ferla, ancien directeur marketing et des ventes de la maison, en prend la direction en tant que CEO, remplaçant ainsi Juan-Carlos Torres. Louis Ferla occupait les fonctions de directeur général jusqu'en 2024. Le 1er janvier 2025, Monsieur Laurent Perves a été nommé au poste de directeur général de la Maison. Ce dernier disposait déjà des connaissances de la maison, ayant précédemment exercé les responsabilités de directeur marketing et de directeur commercial au sein de Vacheron Constantin.

## Devise et slogan
La devise de l'entreprise (toujours d'actualité) est « Faire mieux si possible, ce qui est toujours possible »,,. Elle fait son apparition dans une lettre de Constantin à Jacques-Barthélemy datée du 5 juillet 1819,.

## Fabrication horlogère

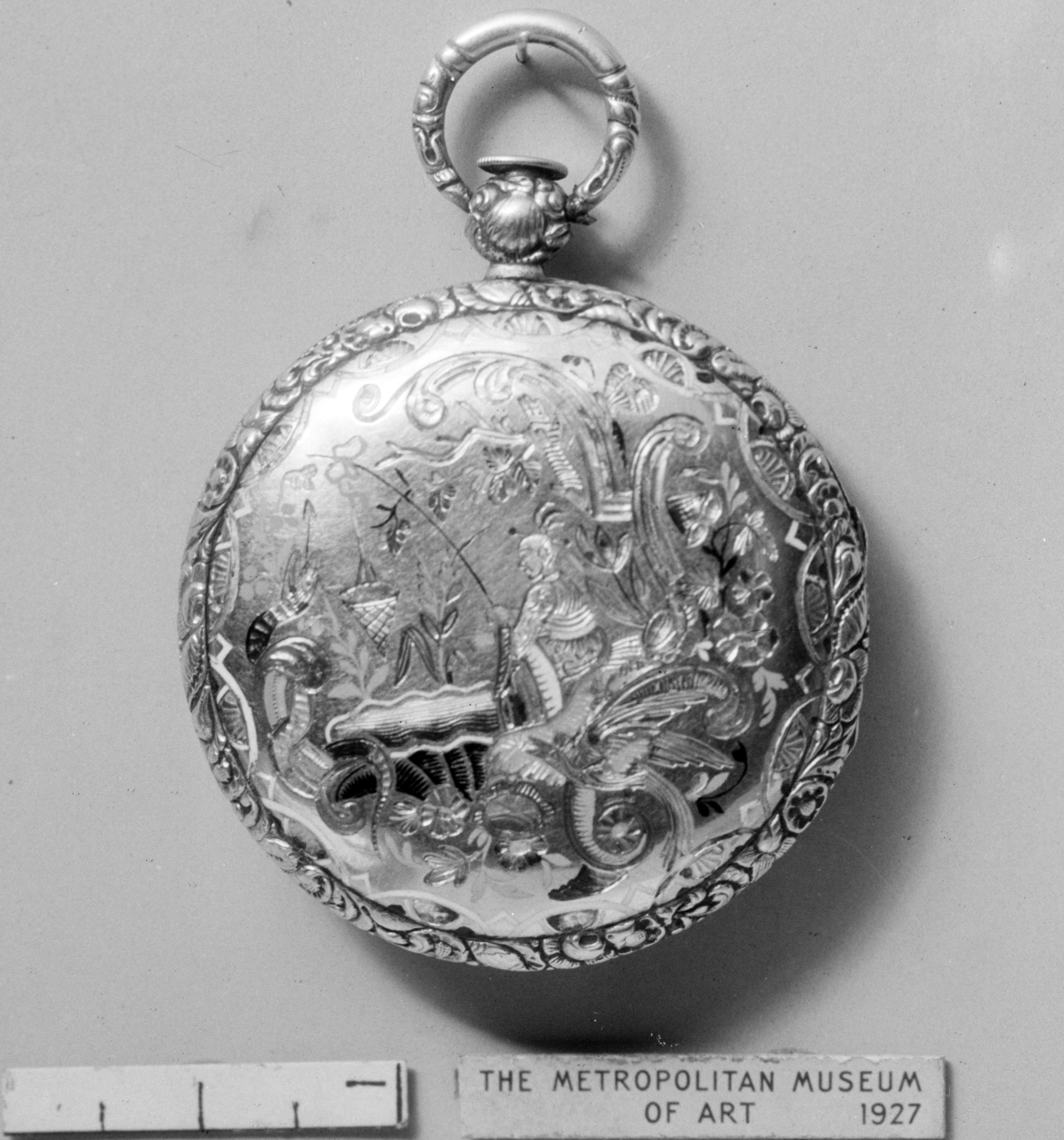
Une montre de poche Vacheron Constantin au Metropolitan Museum of Art, New York

### Inventions et brevets notables
Voici certaines des réalisations importantes de Vacheron Constantin dans le domaine de la fabrication horlogère.
- En 1790, création de la première complication horlogère[1].
- En 1824, création d’une montre de poche à heures sautantes[1].
- En 1885, création de la première montre non magnétique contenant un assortiment complet de leviers fabriqué à partir de matériaux capables de résister aux champs magnétiques. Sa construction inclut un balancier, un ressort spiral et un axe de levier fabriqués en palladium ; les bras du levier sont en bronze, et l’échappement en or.
- En 1901, obtention du premier Poinçon de Genève pour ses montres[1].
- En 1929, création d'une montre de poche « Grande Complication », la n° 402833, pour le roi Fouad Ier d'Égypte[1],[44].
- En 1955, fabrication du mouvement à remontage manuel le plus plat au monde, le calibre 1003[1].
- En 1992, création de la répétition minutes la plus plate au monde, le calibre 1755[1].
- En 2015, création de référence 57260, la montre/montre de poche mécanique la plus compliquée jamais fabriquée, à 57 complications[14].

### Classement environnemental
En décembre 2018, le Fonds mondial pour la nature (WWF) publie le rapport officiel du classement environnemental de quinze grandes marques d'horlogerie et de joaillerie suisses,. Vacheron Constantin, ainsi que trois autres manufactures, dont notamment Jaeger-LeCoultre et Cartier, sont classés dans la catégorie « Moyenne supérieure », ce qui indique que l'entreprise a déjà mis en place des mesures pour limiter l'impact de ses activités de fabrication sur l'environnement et le changement climatique.
Dans l'industrie de la joaillerie et de l'horlogerie, on s'inquiète souvent du manque de transparence relative aux activités de fabrication et à l'extraction de matières premières précieuses telles que l'or, une des principales causes de problèmes environnementaux tels que la pollution, la dégradation des sols et la déforestation,. La situation est particulièrement grave dans les pays en développement produisant la majorité de l'or, notamment la Chine, la Russie et l'Afrique du Sud,,,. On considère que le secteur de l'horlogerie et de la joaillerie consomme plus de 50% de la production annuelle mondiale d'or (plus de 2 000 tonnes) ; toutefois, dans la plupart des cas, les entreprises horlogères ne peuvent, ou ne veulent, pas indiquer d'où viennent leurs matières premières et si les fournisseurs de ces matières premières utilisent des technologies d'extraction écologiques.

## Modèles notables

### Pièces les plus chères

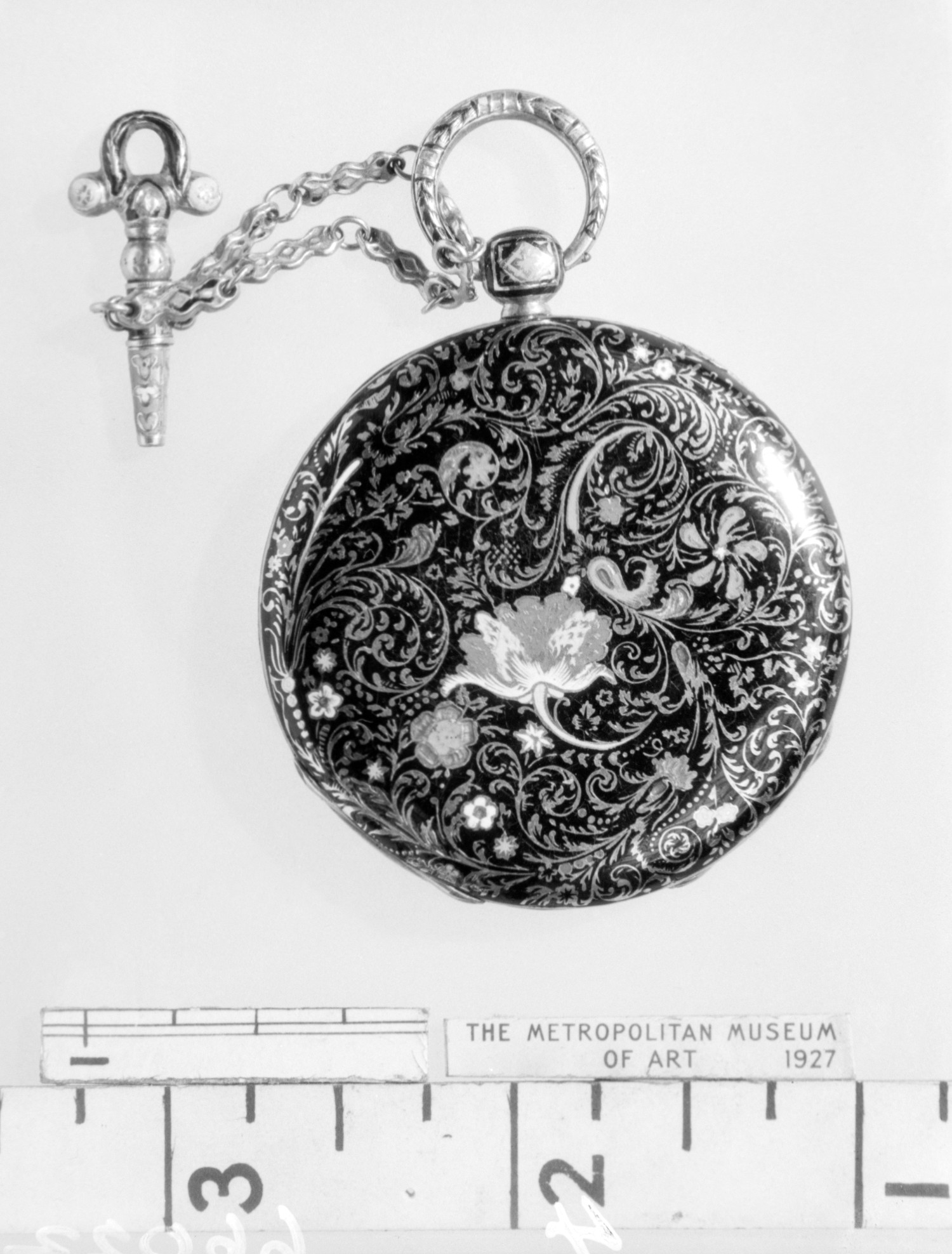
Une montre de poche au Metropolitan Museum of Art, New York.

- En 1979, Vacheron Constantin fabrique Kallista, une des montres-bracelets les plus chères au monde, dessinée par Raymond Moretti[51]. Son prix de départ était de cinq millions de dollars. En 2016, la montre est évaluée à près de onze millions. Kallista compte 118 diamants taille émeraude. Il aura fallu près de 6 000 heures aux maîtres horlogers pour réaliser cette montre, et plus de vingt mois aux joaillers pour la sertir[52].
- Le 3 avril 2005, la montre de poche Vacheron Constantin réf. 402833 (1929), détenue par le roi Fouad Ier d'Égypte, atteint le prix final de 2,77 millions de dollars (3 306 250 CHF) lors de la vente aux enchères d'Antiquorum à Genève[12],[13],[44].
- Le 3 avril 2005, une montre mystère de Vacheron Constantin est vendue aux enchères par Antiquorum pour 1,83 million de dollars (2 206 250 CHF) à Genève[53].
- Le 3 avril 2005, une montre-bracelet Vacheron Constantin Tour de l'Ile atteint 1,56 million de dollars (1 876 250 CHF) lors d'une vente aux enchères d'Antiquorum à Genève[54],[55].
- Le 15 juin 2011, une montre de poche répétition minutes Vacheron Constantin (1918), détenue par James Ward Packard, est vendue pour 1,76 million de dollars par la société de vente aux enchères Christie's à New York[56].

### Montre-bracelet Overseas
En 1996, Vacheron Constantin lance officiellement une nouvelle ligne sportive de luxe, Overseas,. Le précurseur de la collection Overseas a toutefois été présenté pour la première fois en 1977 durant la crise du quartz,. Il s’agissait de la montre-bracelet réf. 222, conçue par un designer de 23 ans, Jorg Hysek,,.
La version originale d’Overseas a été remise au goût du jour en 2004, puis réinventée de nouveau en 2016. Certaines des montres Overseas ont également des complications telles que le chronographe, le World Time, le tourbillon, la phase de lune, etc,.

### Montre-bracelet Patrimony

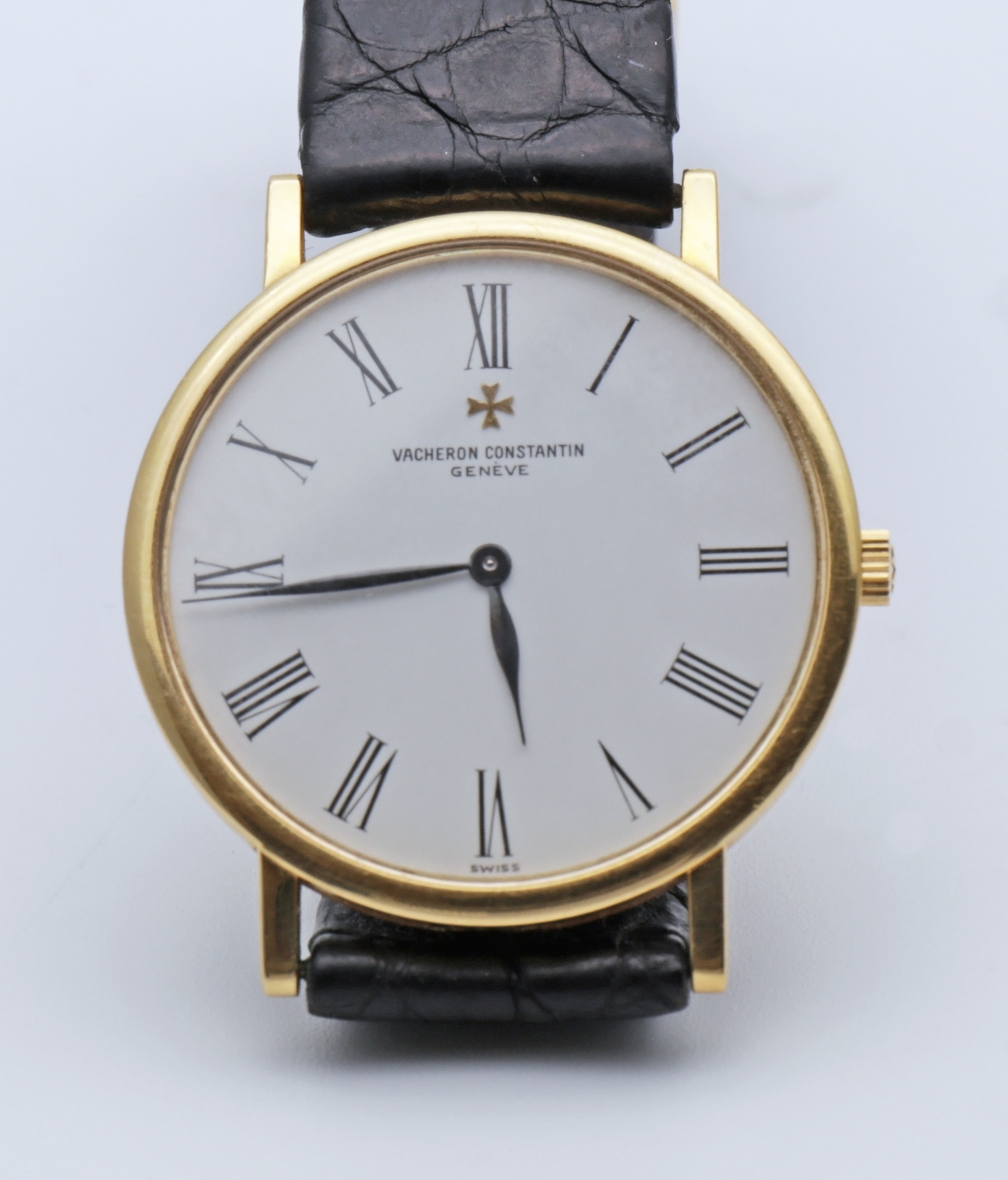
Une montre Vacheron Constantin Patrimony

La montre-bracelet Patrimony est un des modèles phares de Vacheron Constantin,. La collection a été lancée en 2004, et est connue pour son design simple et élégant ainsi que pour son boîtier ultra-plat. Le designer a été inspiré par certains des modèles de l'entreprise des années 1950,.
En 2009, Vacheron Constantin décide d'intégrer la complication répétition minutes dans certaines des montres Patrimony, et c'est ainsi que naît la Patrimony calibre 1731, la répétition minutes la plus plate au monde,. La collection Patrimony actuelle inclut également d'autres complications telles que les calendriers perpétuels, les indicateurs de phase de lune, entre autres,.

### Montre-bracelet Métiers d’Art
En 2007, Vacheron Constantin lance Métiers d'Art « Les Masques », une collection de garde-temps avec des reproductions miniatures de masques d’art primitifs. L'entreprise a sélectionné douze masques faisant partie de la collection privée d’un musée, et les a reproduits à petite échelle. Les masques miniaturisés sont placés au centre du cadran de chaque montre de la collection « Les Masques ».
En 2012, Vacheron Constantin lance Métiers d'Art « Les Univers Infinis », une collection de garde-temps en l'honneur de la tessellation ou pavage périodique, un design de formes identiques entrelacées inspiré par le travail de l'artiste néerlandais Maurits Cornelis Escher.

### Édition250eanniversaire
En 2005, Vacheron Constantin crée la montre-bracelet « Tour de l'Île » pour marquer le 250e anniversaire de la marque. La montre compte 834 composants et 16 complications, dont le tourbillon, le mécanisme de répétition minutes, la phase de lune ainsi que l'âge de la lune, et a demandé 10 000 heures de recherche et de développement,.

La montre-bracelet Tour de l'Île est une des montres-bracelets les plus compliquées au monde. En tout, seules sept ont été fabriquées, vendue chacune à plus d'un million de dollars. Le 3 avril 2005, une montre-bracelet Tour de l'Île a atteint un prix final de 1,56 million de dollars (1 876 250 CHF) durant une vente aux enchères d'Antiquorum à Genève,. La pièce vendue aux enchères a un cadran noir unique.

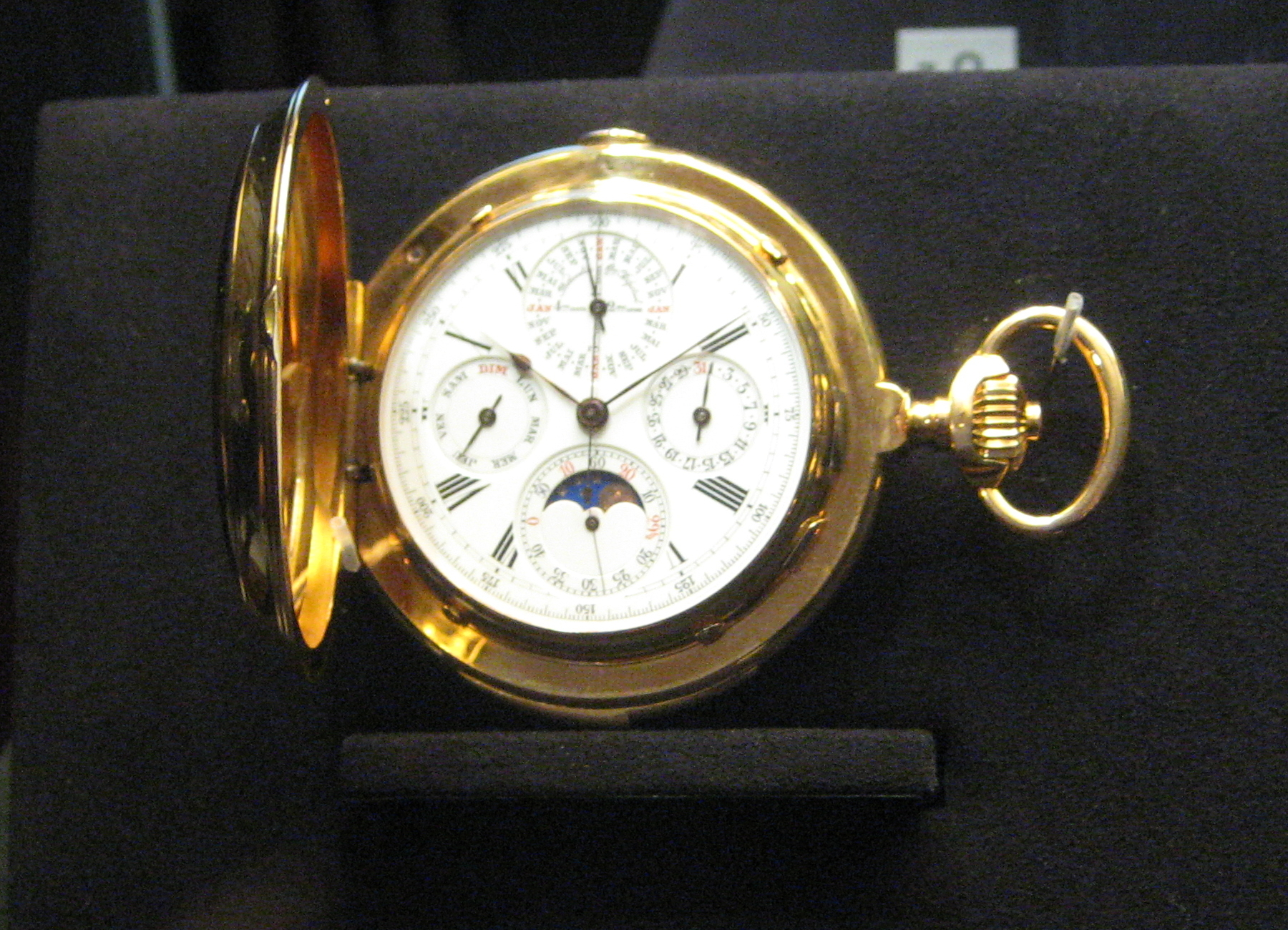
Une montre de poche Vacheron Constantin (1901).

### Édition260eanniversaire
En 2015, à l'occasion du 260e anniversaire de la manufacture, Vacheron Constantin a révélé la montre mécanique la plus compliquée au monde, la Référence 57260. Il aura fallu huit ans à trois horlogers pour construire cette montre de poche à 57 complications à la demande d'un client. Vacheron Constantin n'a pas souhaité révéler le prix exact de cette montre mais a confirmé qu'il se situe entre 8 et 20 millions de dollars.
La Référence 57260 fait partie de la longue lignée de montres de poche Vacheron Constantin à complications faites sur mesure depuis celle de James W. Packard (1918), vendue aux enchères à New York, le 15 juin 2011, pour 1,763 millions de dollars par Christie's,. En outre, la montre de poche Vacheron Christie's réf. 402833 (1929), faite sur mesure pour le roi Fouad Ier d'Égypte, est une des montres les plus chères jamais vendues aux enchères : elle a atteint 2,77 millions de dollars (3 306 250 CHF) à Genève le 3 avril 2005,. En 1946, Vacheron Constantin fabrique sur mesure une montre de poche à complications pour le roi Farouk d'Égypte, le successeur du roi Fouad Ier, et en 1948 une autre pour le comte français Guy de Jacquelot du Boisrouvray,.

## Clients et propriétaires notables

### Artistes

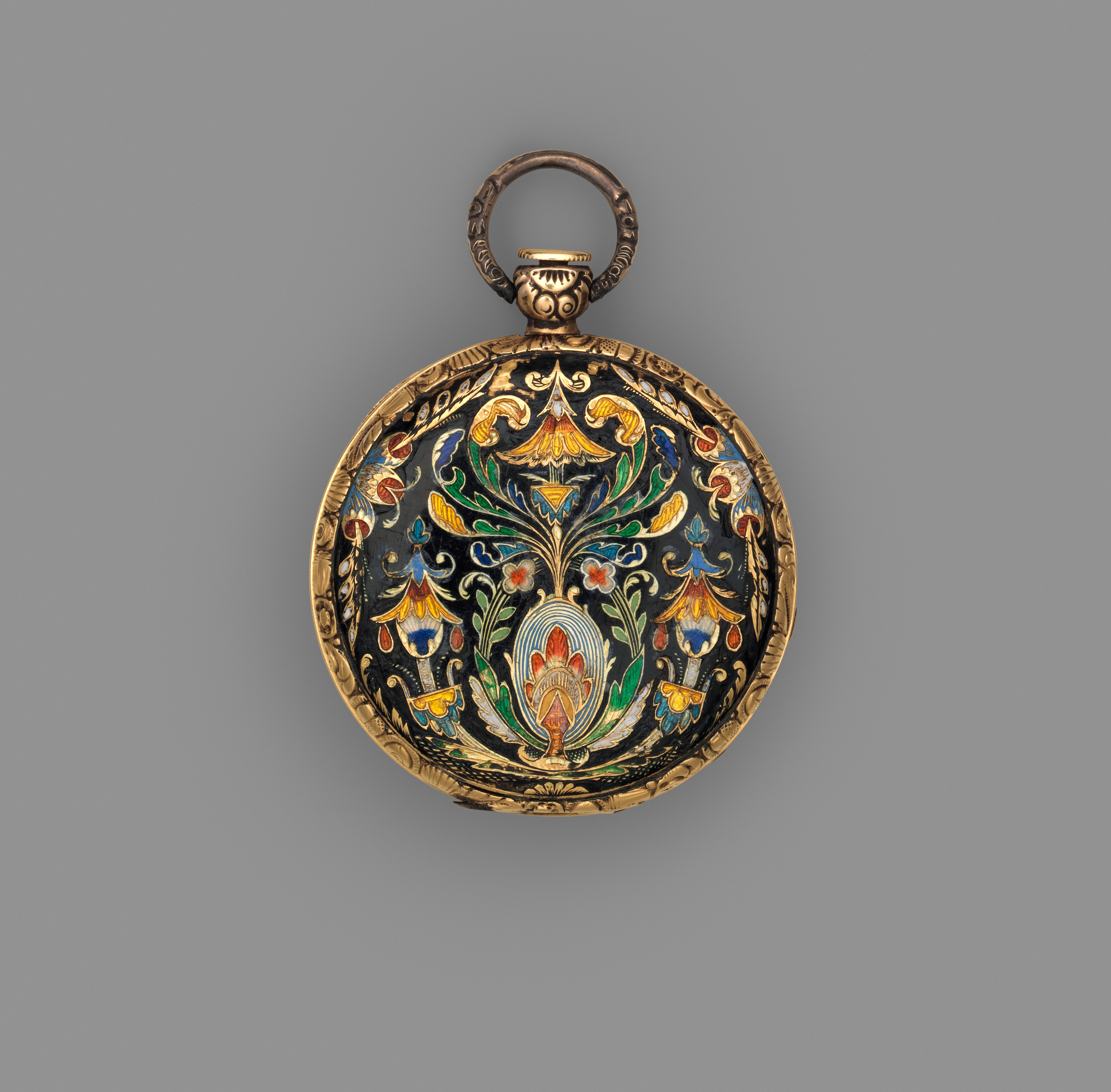
Une montre de poche Vacheron Constantin au Metropolitan Museum of Art, New York.

- Sidney Bechet, musicien américain de jazz[76],[77].
- Marlon Brando, acteur américain, oscar du meilleur acteur en 1954 et 1972 (montre offerte par Zsa Zsa Gabor)[9],[78].
- Elizabeth Taylor, actrice britannico-américaine, Oscar de la meilleure actrice 1960 et 1966[79].
- Jay-Z, rappeur et compositeur américain[9].

### Hommes d’affaires
- John D. Rockefeller, industriel américain, personne la plus riche de l'histoire moderne et fondateur de l'université de Chicago[10],[80],[81].

### Intellectuels
- Christiaan Barnard, docteur sud-africain[82].
- Sigmund Freud,  fondateur de la psychanalyse[83].
- Julia Ward Howe, poétesse et militante sociale américaine[84].
- Henry James, écrivain et critique littéraire américano-britannique, nommé plusieurs fois pour le prix Nobel de littérature[80],[85].
- William James, philosophe et psychologue américain, « père de la psychologie américaine »[80],[85].
- Salvatore Quasimodo, écrivain italien, lauréat du prix Nobel de littérature 1959[86].

### Hommes politiques
- Pape Pie XI[8],[87].

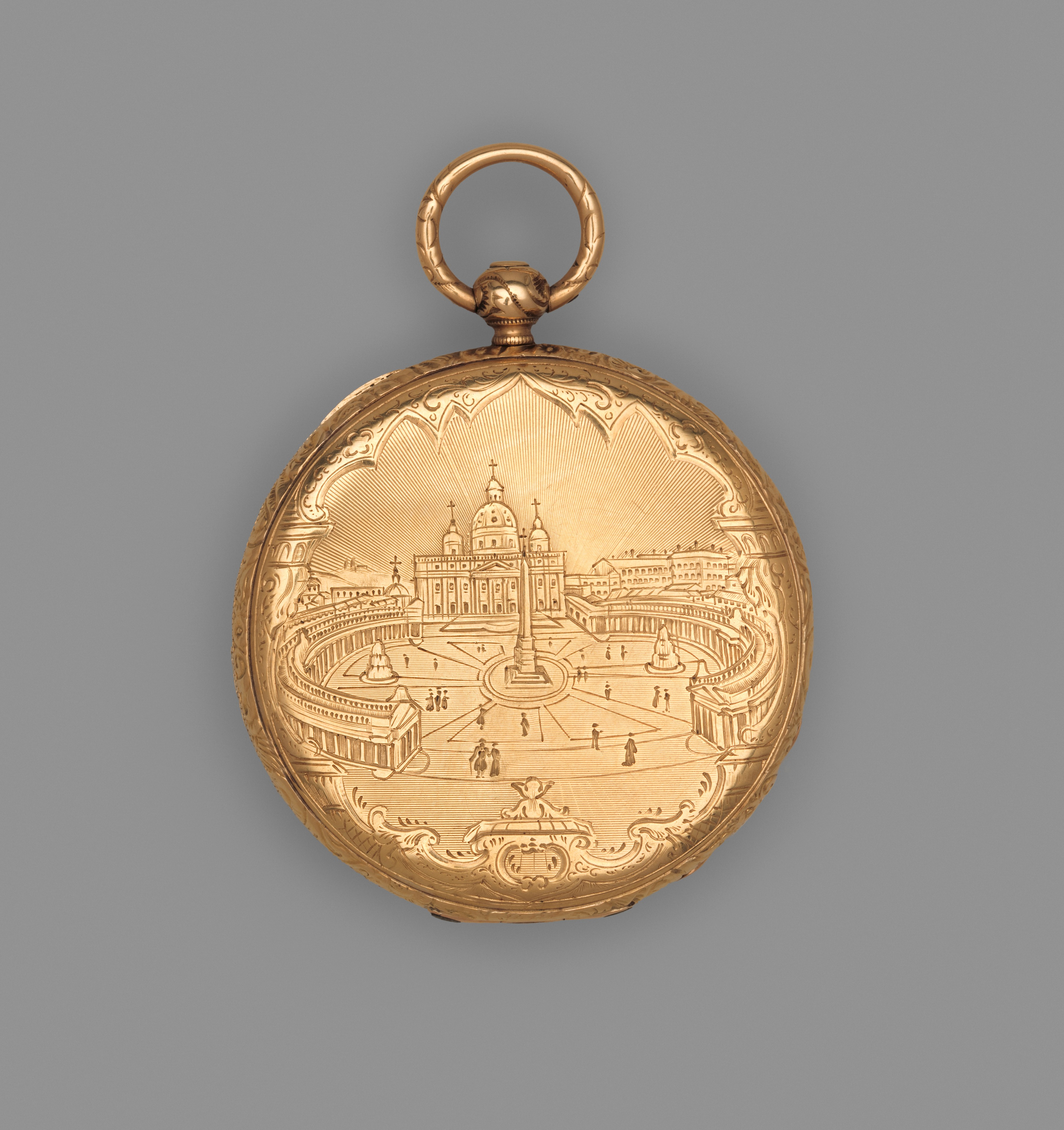
Une montre de poche Vacheron Constantin au Metropolitan Museum of Art, New York.

- Deng Xiaoping, Chef suprême de la Chine[88],[89].
- Gustaf Mannerheim, 6e président de Finlande.
- Edgar Faure, président du Conseil de France (montre reçue durant le sommet de Genève de 1955)[90],[91].
- Silvio Berlusconi, 50e président du Conseil des ministres d'Italie[92],[93].
- Harry S. Truman, 33e président des États-Unis[8],[11],[90].
- Dwight D. Eisenhower, 34e président des États-Unis (montre reçue durant le sommet de Genève de 1955)[76],[90].
- Donald Trump, 45e président des États-Unis (montre portée lors de la soirée électorale victorieuse de novembre 2016)[94].

### Membres de familles royales
- Fouad Ier d'Égypte, roi d'Égypte[95].
- Farouk, roi d'Égypte[74].
- Alexandre III, empereur de Russie (montre placée à l'intérieur du troisième œuf impérial remis à sa femme Maria Feodorovna)[96].
- Charles-Albert de Sardaigne, roi de Sardaigne[97].
- Rama V, roi de Siam (Thaïlande)[11],[98].
- George V, roi du Royaume-Uni (montre remise à Richard E. Byrd en 1926)[99].
- Édouard VIII, roi du Royaume-Uni et duc de Windsor[8],[87].
- Élisabeth II, reine du Royaume-Uni (montre reçue lors de son mariage)[7],[100].
- Diana, princesse de Galles (montres reçues lors de son mariage)[7],[100],[101].